# Гейккі Ковалайнен
Ге́йккі Ковала́йнен (фін. Heikki Kovalainen; нар. 19 жовтня 1981, Суомуссалмі, Фінляндія) — фінський автогонщик, який виступає в Чемпіонаті Японії з ралі, де здобув два чемпіонських титули разом з командою AICELLO в 2022 та 2023 роках. У 2007–2013 роках він виступав у Формулі-1 за команди Renault, McLaren, Team Lotus, Caterham і Lotus F1, здобувши одну перемогу на Гран-прі Угорщини 2008 року. Після відходу з Формули-1 він брав участь у японській серії Super GT з 2015 по 2021 рік, де став чемпіоном у 2016 році.
Він входив до програми Renault Driver Development на початку своєї гоночної кар’єри, під час якої він виграв Світову серію Nissan і посів друге місце в серії GP2. У 2006 році він став тест-пілотом команди Формули-1 Renault, а в 2007 році перейшов на посаду основного пілота. Він здобув свій перший подіум, фінішувавши другим на Гран-прі Японії того ж року.
На сезон 2008 року він перейшов у McLaren, де став партнером Льюїса Гамільтона. Його другий сезон у Формулі-1 приніс йому першу поул-позицію в Сільверстоуні та першу перемогу на Хунгароринзі, ставши 100-м гонщиком, який вигравав Гран-прі Формули-1. Він залишився в команді на сезон 2009 року.
У 2010 році він перейшов до новоствореної команди Team Lotus, де також залишався в 2011 і 2012 роках, в 2012 році команда була перейменована на Caterham F1. 2012 став останнім повним сезоном Ковалайнена у Формулі-1. У двох останніх гонках сезону 2013 року Ковалайнен замінив Кімі Ряйкконена в команді Lotus F1.
У 2015 році Ковалайнен переїхав до Японії для участі в Super GT у класі GT500 з командою SARD. Він виграв чемпіонат у своєму другому сезоні в 2016 році.

## Рання кар'єра

### Картинг (1991–2000)
Ковалайнен розпочав свою кар’єру в картингу, як і багато інших гонщиків. Він брав участь у картингу з 1991 по 2000 рік, за цей час він посів два других місця в фінських чемпіонатах з картингу в 1999 і 2000 роках. У 2000 році він виграв чемпіонат нордичної Формули-А та змагання Paris-Bercy Elf Masters, а також посів третє місце в чемпіонаті Світової Формули-Супер А, завдяки чому він був обраний фінським картингістом року.

### Формула-Рено (2001)
Ковалайнен розпочав свою кар’єру в автоперегонах у чемпіонаті Британської Формули-Рено, який у 2000 році виграв його земляк Кімі Ряйкконен, перш ніж перейти прямо у Формулу-1 в Sauber.  Ковалайнен посів четверте місце в чемпіонаті з двома перемогами, двома поул-позиціями, п’ятьма подіумами та трьома найшвидшими колами, отримавши нагороду «Новачок року». Він також взяв участь у Гран-прі Макао Формули-3, де фінішував восьмим.

### Формула-3 (2002)
Ковалайнен заручився підтримкою програми Renault Driver Development і в 2002 році приєднався до команди Fortec Motorsport, яка з двигунами Renault виступала в британському чемпіонаті Формули-3. До другої половини сезону він став одним із найсильніших пілотів на решітці, і всі п’ять його перемог були здобуті в останніх дев’яти гонках. З трьома поул-позиціями та трьома найшвидшими колами Ковалайнен фінішував третім у загальному заліку чемпіонату, поступившись Роббі Керру та Джеймсу Кортні, знову здобувши звання «Новачка року».
Він також продемонстрував сильну форму на міжнародних нечемпіонських етапах Формули-3, зайнявши друге місце в Макао та четверте місце в Marlboro Masters у Зандворті.

### Світова Серія Nissan (2003–2004)
У 2003 році Ковалайнен перейшов у Світову серію Nissan, що належала Renault, але зіткнувся зі складним напарником у команді Gabord Competición – Франком Монтаньї. Монтаньї вже провів два сезони у Світовій серії та виграв чемпіонат у 2001 році. Монтаньї виграв титул 2003 року, здобувши дев'ять перемог проти однієї Ковалайнена.
Ковалайнен залишився в чемпіонаті на 2004 рік, але перейшов до Pons Racing, де виграв чемпіонат, випередивши Тьягу Монтейру, набравши 192 очки та шість перемог. Того року Кімі Ряйкконен фінішував сьомим у Формулі-1, а Маркус Гронхольм — п’ятим у Чемпіонаті світу з ралі, тому Ковалайнен отримав нагороду «Фінський пілот року».

### GP2 (2005)
У 2005 році Ковалайнен взяв участь у серії GP2, новій підготовчій серії до Формули-1 і наступниці Формули-3000. Разом з командою Arden International, Ковалайнен розпочав сезон із сильними результатами, вигравши перший раунд чемпіонату в Імолі та фінішувавши третім у спринтерській гонці. У Барселоні він здобув свій третій поспіль подіум, але в спринтерській гонці його машина заглохла на старті. Він домінував у гонці в Монако, стартувавши з поулу, лідируючи у гонці протягом першого 21 кола та встановивши найшвидше коло гонки. Проблеми під час його піт-стопу, однак, опустили його на п'яте місце. На Нюрбургринзі він продемонстрував свій найкращий результат, вигравши гонку з 17-го місця на страті. Під час спринтерської гонки Хосе Марія Лопес зіштовхнувся з Ковалайненом, що змусило фіна завершити гонку достроково. У Маньї-Курі він знову виграв з четвертого місця на старті та фінішував третім у спринтерській гонці.
Однак на цьому етапі сезону Ніко Росберг з команди ART Grand Prix почав здобувати перемоги, ставши головним суперником Ковалайнена за чемпіонство. Ковалайнен продовжив боротьбу, здобувши подіум і очки в Сільверстоуні, Гоккенхаймі та на Хунгароринзі. В основній гонці в Стамбулі Ковалайнен фінішував десятим через проблеми з двигуном, але в спринтерській гонці, яка проходила на мокрій трасі, він зумів завоювати чергову перемогу. У Монці Arden знову були швидкими, і Ковалайнен здобув свій другий поул у сезоні та виграв гонку. Однак у спринтерській гонці він зміг зайняти лише п’яте місце, і це означало, що за чотири гонки до кінця сезону Ковалайнен випереджав Росберга лише на чотири очки.
Після хаотичних вихідних у Спа з дощем та автомобілем безпеки, Росберг перебрав лідерство у Ковалайнена. В останніх двох гоках у Бахрейні Росбергу та ART знову не було рівних, і він забезпечив собі чемпіонство, вигравши основну гонку, в якій Ковалайнен фінішував лише третім. Зійшовши в останній спринтерській гонці, Ковалайнен посів друге місце в серії з відставанням у 15 очок.

## Формула-1

### Renault (2004–2007)

#### 2004–2006

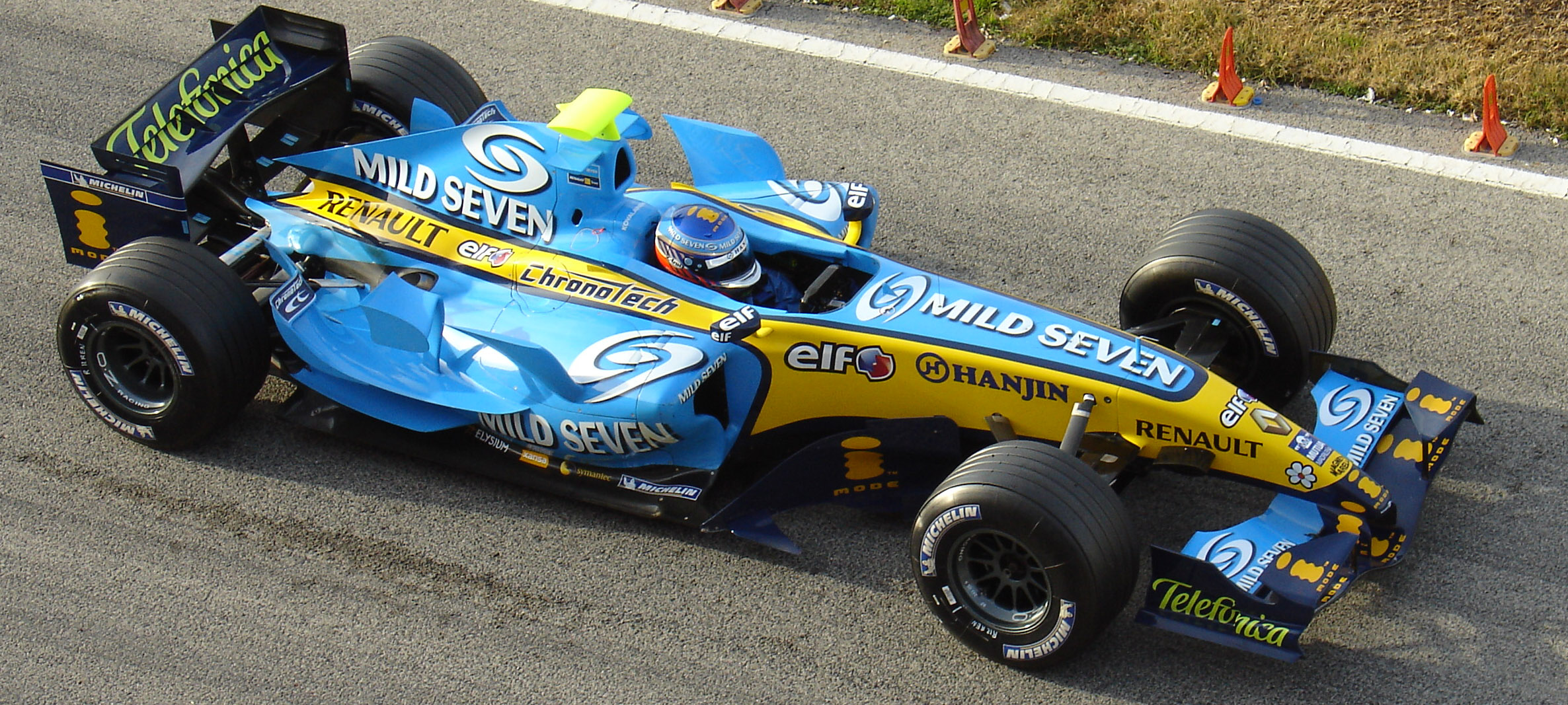
Ковалайнен за кермом Renault R26 на тестах у Валенсії 2006 року.

Ковалайнен, Франк Монтаньї та Хосе Марія Лопес провели тести боліда Renault R23B у Барселоні в грудні 2003 року. Ковалайнен також провів тести з Minardi, але Renault зробили його другим тест-пілотом разом із Монтаньї на 2004 рік.
Наприкінці 2005 року Ковалайнен був підвищений на місце Монтаньї, а сезон 2006 року провів на постійних тестах, проїхавши понад 28 000 км.
Провідний пілот Renault Фернандо Алонсо підписав контракт з McLaren на сезон 2007 року, і Renault вирішили підвищити Ковалайнена до основного пілота, що вони підтвердили 6 вересня 2006 року. Бос команди Флавіо Бріаторе сказав: «З Ковалайненом я сподіваюся знайти анти-Алонсо».

#### 2007

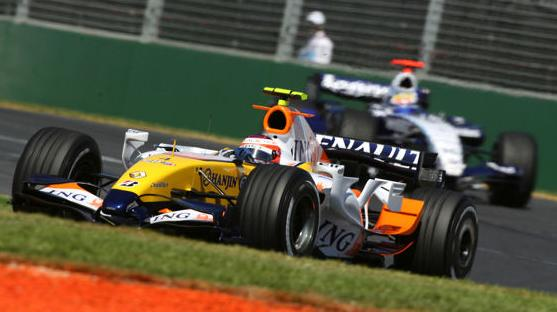
Ковалайнен за кермом Renault R27 на Гран-прі Австралії 2007 року.

Ковалайнен дебютував у гонці на Гран-прі Австралії. Його сезон розпочався невдало, він зробив кілька помилок під час гонки, фінішувавши десятим. Флавіо Бріаторе вважав, що це був невтішний дебют для молодого фіна, і сподівався, що наступного разу з’явиться справжній Ковалайнен.
Ковалайнен набрав своє перше очко в Формулі-1  у своєму другому Гран-прі на трасі Сепанг в Малайзії, а в наступній гонці в Бахрейні фінішував дев’ятим. Після цього він посів сьоме місце в Барселоні, випередивши товариша по команді Джанкарло Фізікеллу, а у Монако фінішував лише на 13-му місці.
У Канаді він припустився декількох помилок під час вільних практик, у тому числі на виході з 7 повороту, після чого вдарився в бар’єр. У кваліфікації він розбився в першій шикані, суттєво пошкодивши заднє крило, що не дозволило йому позмагатися за  прохід до другого сегменту кваліфікації. На початку гонки він виграв декілька позицій, але згодом подальший прорив уперед зупинився. Згодом йому пощастило зі стратегією та автомобілем безпеки, і подіум був би у його руках, але він не зміг пройти Александа Вюрца з Williams, який також стартував у задній частині пелотону. Ковалайнен зміг відірватись від Ferrari Кімі Ряйкконена на завершальному етапі гонки, що додало команді впевненості.
На Гран-прі США в Індіанаполісі він кваліфікувався шостим, і завдяки гарному старту обійшов Ряйкконена в боротьбі за п’яту позицію. Він утримував Ряйкконена позаду та очолював гонку наприкінці свого першого відрізку, коли машини попереду заїхали на піт-стопи. Після свого піт-стопу він повернувся на шостій позиції позаду Ряйкконена. Він фінішував п'ятим після того, як BMW Sauber Ніка Гайдфельда, що їхав попереду, зійшов через технічні проблеми. Його товариш по команді Фізікелла фінішував позаду на дев'ятій позиції, не набравши очок.

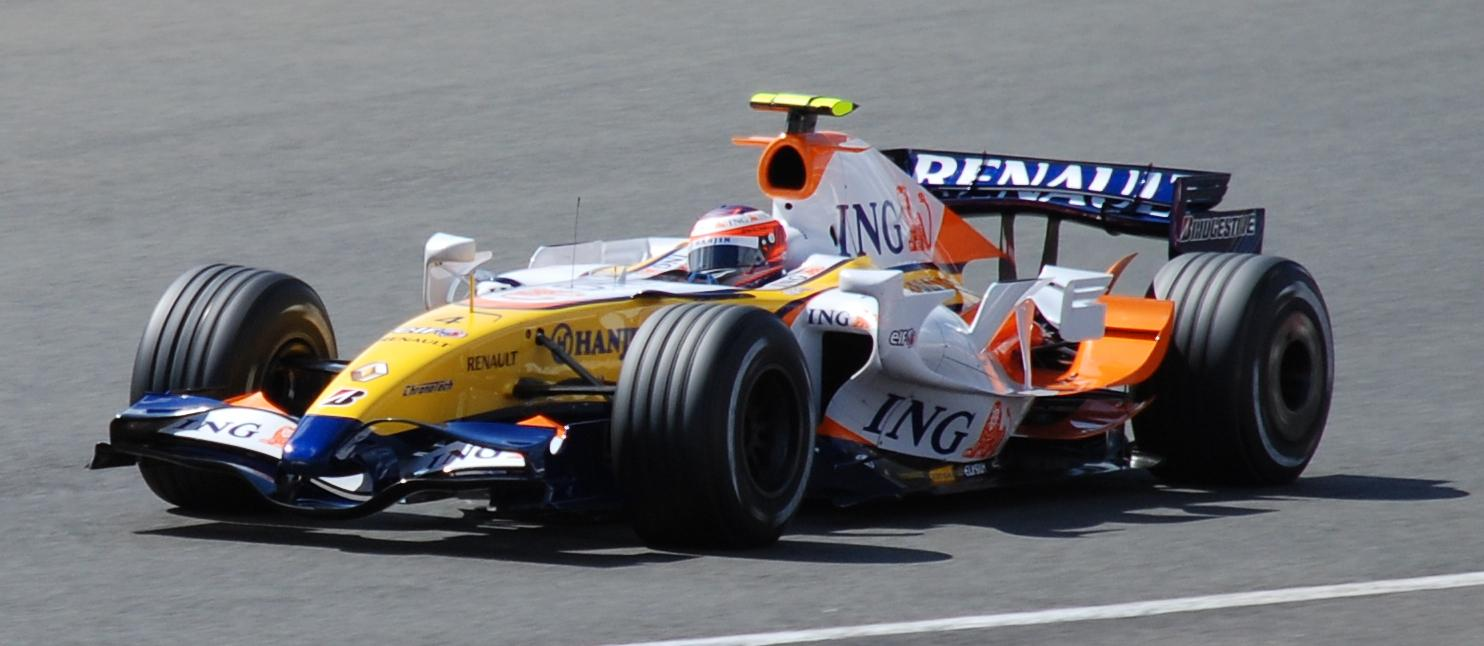
Ковалайнен за кермом Renault R27 на Грна-прі Великої Британії 2007 року.

Європейська частина сезону не принесла таких же сильних результатів, але відзначилася стабільними фінішами в очках. Гонка на Гран-прі Франції розпочалася для Ковалайнена з боротьби з Фізікеллою, але на першому ж колі в шпильці Аделаїда в його болід врізався Ярно Труллі на Toyota, що зруйнувало гонку обом пілотам. Ковалайнену довелося заїхати в бокси для ремонту. Він повернувся в гонку на останній позиції і врешті-решт фінішував 15-м. На Гран-прі Великої Британії він фінішував сьомим, знову випередивши Фізікеллу.
Ковалайнен набрав очко як на Нюрбургринзі, так і на Хунгароринзі, і ще три в Туреччині, де він зумів випередити Ніко Росберга з Williams та Роберта Кубіцу з BMW Sauber. В Туреччині Ковалайнен також знову лідирував у Гран-прі, коли машини попереду нього заїхали на піт-стопи. Гонка в Монці завершилась для фіна на сьомому місці. В наступній гонці на Спа-Франкоршам команда вирішила ризикнути з Ковалайненом, скориставшись стратегією одного піт-стопу, тоді як усі його конкуренти за останні місця в очках були на стратегії двох зупинок. Серед них були Нік Гайдфельд та Роберт Кубіца з BMW Sauber, Ніко Росберг з Williams і Марка Веббер з Red Bull. Хороший старт від Ковалайнена призвів до того, що він став «пересувною шиканою» для всіх, окрім Веббера. Ризик не приніс значних результатів, хоча Ковалайнен зміг втримати Кубіцу на завершальній стадії гонки, щоб забезпечити собі останню позицію в очках. Найкращий результат сезону для Ковалайнена приніс дощовий Гран-прі Японії на трасі Фудзі, де фін, незважаючи на те, що не пройшов до фіналу кваліфікації, продемонстрував впевнену та стабільну гонку. У той час як більшість його суперників так чи інакше потрапляли в інциденти через складні дощові умови, Ковалайнен зумів провести безпомилкову гонку та відбився від атак Кімі Ряйкконена на завершальних колах, щоб фінішувати другим. Це стало першим подіумом Ковалайнена у Формулі-1, а також першим подіумом з двома фінами.
Після фінішу на дев'ятій позиції в Китаї, Ковалайнен допустився помилки в кваліфікації на Гран-прі Бразилії і кваліфікувався лише 17-им. На старті гонки Ральф Шумахер зіткнувся з Ковалайненом, що змусило фіна відправитись на позаплановий піт-стоп. Його товариш по команді Фізікелла потрапив у зіткнення з Саконом Ямамото, що призвело до сходу обох пілотів. На 36 колі Ковалайнен відчув вібрацію в лівій задній частині боліду, після чого елемент задньої підвІски тріснув, відштовхнувши Ковалайнена у відбійник. Схід, можливо, спричинений пошкодженням від зіткнення з Шумахером, став для нього першим у сезоні, тобто він втратив унікальну можливість стати першим гонщиком, який фінішував у всіх гонках у своєму першому сезоні. У той час він поділяв рекорд за кількістю поспіль фінішів з початку кар’єри з Тьягу Монтейру, обидва закінчили по 16 гонок, поки Макс Чілтон не побив рекорд, завершивши свої перші 25 гонок у 2013 і 2014 роках.

### McLaren (2008–2009)
Наприкінці сезону 2007 року Фернандо Алонсо повернувся до Renault, а Ковалайнену залишився з пропозиціями від Toyota і McLaren. 14 грудня 2007 року було підтверджено, що  в сезоні 2008 року Ковалайнен знову замінить Алонсо, але вже в McLaren та виступатиме разом із Льюїсом Гамільтоном. Ковалайнен став четвертим фінським пілотом, що виступав за McLaren, після Кеке Росберга, Міки Гаккінена та Кімі Ряйкконена,.

#### 2008
9 січня 2008 року в Хересі були проведені перші офіційні тести Ковалайнена з McLaren. Він дебютував зі своєю новою командою на Гран-прі Австралії, де став найшвидшим у першій кваліфікаційній сесії та загалом кваліфікувався третім, позаду Льюїса Гамільтона та Роберта Кубіци. На останньому колі гонки він випередив Фернандо Алонсо, але потім випадково натиснув кнопку обмеження швидкості для піт-лейну і пропустив Алонсо вперед, фінішувавши п’ятим. Попри це Ковалайнен зміг показати найшвидше коло в гонці.

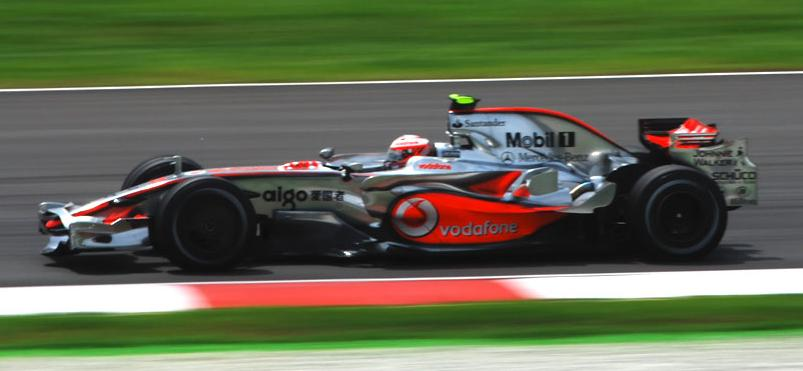
Ковалайнен за кермом McLaren MP4-23 на Гран-прі Малайзії 2008 року.

У Малайзії Ковалайнена оштрафували на п’ять позиції на страті за те, що він заблокував BMW Sauber Ніка Гайдфельда в останньому сегменті кваліфікації. Після штрафу Ковалайнен стартував з восьмої позиції та зміг піднятися в гонці до третього місця, оскільки Гамільтон зіткнувся з проблемами в боксах, а Феліпе Масса з Ferrari зійшов із гонки через виліт. У Бахрейні він зіпсував шини на першому колі та втратив темп для боротьби з Ferrari та BMW Sauber. Ближче до кінця гонки він покращив темп і знову показав найшвидше коло гонки, фінішувавши п’ятим.
На Гран-прі Іспанії Ковалайнен врізався у відбійник із шин під час лідерства на 22 колі, після того як вибухнула передня ліва шина. Автомобіль Ковалайнена був майже повністю похований під шинами. Режим автомобіля безпеки тривав шість кіл, поки прибирали уламки та діставали фіна з боліда. Згодом його доставили гелікоптером до місцевої лікарні Барселони для подальшого обстеження. Його остаточним діагнозом був легкий струс мозку, а також він скаржився на біль у лікті та шиї. За словами людей, які допомагали йому на місці події, Ковалайнен, мабуть, жодного разу не втрачав свідомості, але сам він про аварію нічого не пам’ятав. Перше, що він пригадував, це те, як прокинувся в лікарні, і лікар команди розповів йому, що сталося. Через два дні Ковалайнена виписали з лікарні, і він зміг взяти участь у гонці в Туреччині. Пізніше було встановлено, що причиною аварії стала помилка при виробництві диска колеса.
Під час Гран-прі Туреччини стала очевидною різниця між стилями водіння обох пілотів McLaren. Більш агресивний стиль Гамільтона призвів до потреби використовувати стратегію трьох піт-стопів через занепокоєння щодо довговічності його шин в Істанбул Парку, тоді як Ковалайнен зумів обмежитись двома піт-стопами. Ковалайнен кваліфікувався другим, але отримав прокол під час боротьби з Кімі Ряйкконеном у першому повороті та втратив позиції, в підсумку фінішувавши 12-им.
Ще більше розчарування чекало в Монако, коли мотор його боліда заглухнув через програмний збій прямо на стартовій решітці. Він зміг стартувати з піт-лейну після того, як механіки замінили його кермо. Ковалайнен зумів прорватися з кінця пелотона в очкову зону, фінішувавши восьмим. У Монреалі Ковалайнен спіткали проблеми з шинами на його боліді, оскільки вони, здавалося, деградували набагато швидше, ніж у Гамільтона, тож команда була вимушена попросити його зменшити навантаження на гуму, щоб уникнути проколу. Він фінішував дев'ятим, а пізніше описав свою гонку як повну катастрофу, підозрюючи, що проблеми з шинами якось пов'язані з його стилем водіння. На Гран-прі Франції Ковалайнен кваліфікувався шостим, але отримав п'ять місць штрафу за блокування Марка Веббера в кваліфікації. Стартувавши з десятого місця він закінчив гонку четвертим.

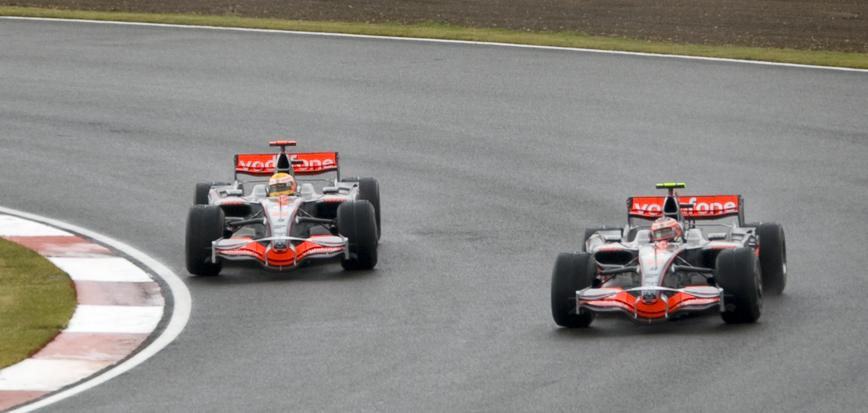
Ковалайнен попереду Льюїса Гамільтона на Гран-прі Великої Британії 2008 року.

У Сільверстоуні Ковалайнен здобув свою першу поул-позицію та лідирував у гонці протягом перших чотирьох кіл, перш ніж Гамільтон обійшов його в повороті Стоу. Незважаючи на два розвороти через втрату зчеплення на мокрій трасі, Ковалайнену вдалося фінішувати п’ятим. Після гонки Ковалайнен повідомив про подібні проблеми з шинами, які він мав у Канаді — після кількох кіл задні шини були повністю знищеними та втратили зчеплення з трасою.
На Гран-прі Німеччини Ковалайнен фінішував п'ятим, стартувавши з третього місця. За тиждень до Гран-прі Угорщини в McLaren підтвердили, що Ковалайнен залишиться в команді на 2009 рік. В Угорщині фін виграв свою єдину гонку, після того, як лідер гонки Феліпе Масса зійшов з дистанції через відмову двигуна за три кола до фінішу. Він став 100-м гонщиком, що перемагав у Гран-прі Формули-1. Після гонки Ковалайнен прокоментував: «У попередніх гонках мій стиль їзди занадто сильно позначався на шинах. Для цієї гонки ми внесли дещо радикальні зміни в налаштування, і вони, безумовно, були кроком у правильному напрямку». Наступної гонки у Валенсії він фінішував на четвертій позиції, що допомогло йому увійти в першу п'ятірку чемпіонату.
У вересні Ковалайнен детально розповів про проблеми шин для Autosport. Здавалося, проблема справді була викликана його стилем водіння, який відрізнявся від Гамільтона, зокрема тим, як він входив у повороти, по-іншому гальмував, а потім прискорювався. Гамільтон повертає машину за коротший час, тоді як Ковалайнен намагається зробити повороти більш плавними, ненавмисно спричиняючи більший знос шин. Вони досягли прогресу, адаптувавши автомобіль і працюючи над його стилем водіння.
У Бельгії він кваліфікувався третім, але втратив вісім позицій на початку гонки через поганий старт. На десятому колі він зіткнувся з Марком Веббером і отримав штраф у вигляді проїзду через піт-лейн, що відкинуло його на п'ятнадцяте місце. Він повернувся до сьомого місця, але на останньому колі йому довелося зійти через несправність коробки передач, що залишило його поза очками. На Гран-прі Італії в складних дощових умовах Ковалайнен кваліфікувався другим після Себастьяна Феттеля. Однак у гонці у Ковалайнена виникли проблеми з температурою гальм, і він не зміг досягти темпу Феттеля, фінішувавши другим. Фін був розчарований втраченим шансом на перемогу.

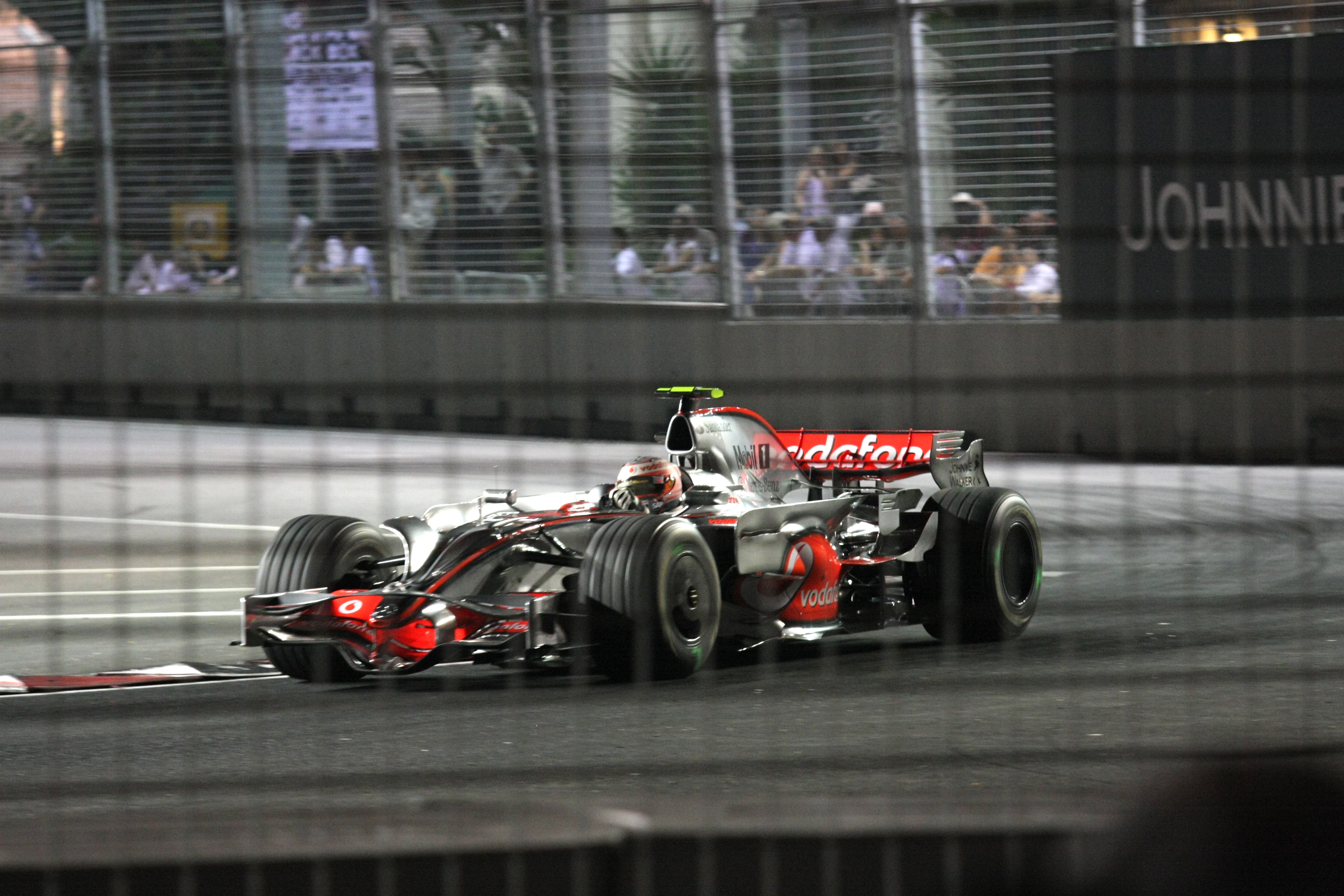
Ковалайнен за кермом MP4-23 на Гран-прі Сінгапуру 2008 року.

У Сінгапурі Ковалайнен кваліфікувався п’ятим і на початку гонки намагався випередити Кубіцу в боротьбі за четверте місце, але вони зіткнулися в третьому повороті, в результаті чого Ковалайнен поступився двома місцями Тімо Глоку та Себастьяну Феттелю. Під час автомобіля безпеки обидва McLaren заїхали в бокси одночасно, і Ковалайнену довелося стояти в черзі позаду Гамільтона, що опустило його на 14-е місце в гонці. У підсумку він фінішував десятим. У Японії Ковалайнен кваліфікувався третім позаду Гамільтона та Кімі Ряйкконена. Під час сутички на початку гонки між Гамільтоном і Ряйкконеном Ковалайнен був виштовхнутий за межі траси разом з кількома іншими пілотами. Ковалайнен йшов третім у гонці, коли на 17 колі на його боліді виникли проблеми з двигуном.
На Гран-прі Китаю в свій 27-й день народження Ковалайнен кваліфікувався п'ятим, незважаючи на те, що лідирував на початку третього сегменту кваліфікації. Під час гонки перший комплект передніх шин Ковалайнена був неправильно позначений, тому ліва шина була встановлена з правого боку автомобіля і навпаки, тобто шини оберталися в неправильному напрямку, спричиняючи недостатню поворотність. Він повідомив про недостатню поворотність по радіо, і під час його першого піт-стопу механіки спробували виправити ситуацію, збільшивши кут переднього крила. Однак тепер, коли він також мав правильно встановлені шини, це означало, що переднє крило тепер спричиняло надмірну поворотність і робило передню частину автомобіля важчою. Можливо, це спричинило прокол його передньої правої шини на 35-му колі, змусивши його піти в бокси та опуститися на 17-е місце в гонці, перш ніж він остаточно зійшов на 49-му колі через проблеми з гідравлікою.
На Гран-прі Бразилії, Ковалайнен кваліфікувався п’ятим, що змусило багатьох повірити, що McLaren були заправлені важче, ніж інші лідери, оскільки вони показували значно кращий темп на початку вихідних. На початку гонки Ковалайнен допоміг Гамільтону, стримуючи пілотів позаду, але згодом пропустив Феттеля та Алонсо. Під кінець гонки розпочався дощ, що змусило Ковалайнена разом з багатьма іншими пілотами заїхати на додатковий піт-стоп за проміжною гумою. В підсумку фін фінішував в гонці на сьомій позиції. В загальному заліку Ковалайнен завершив сезон на сьомій позиції набравши 53 очка.

#### 2009

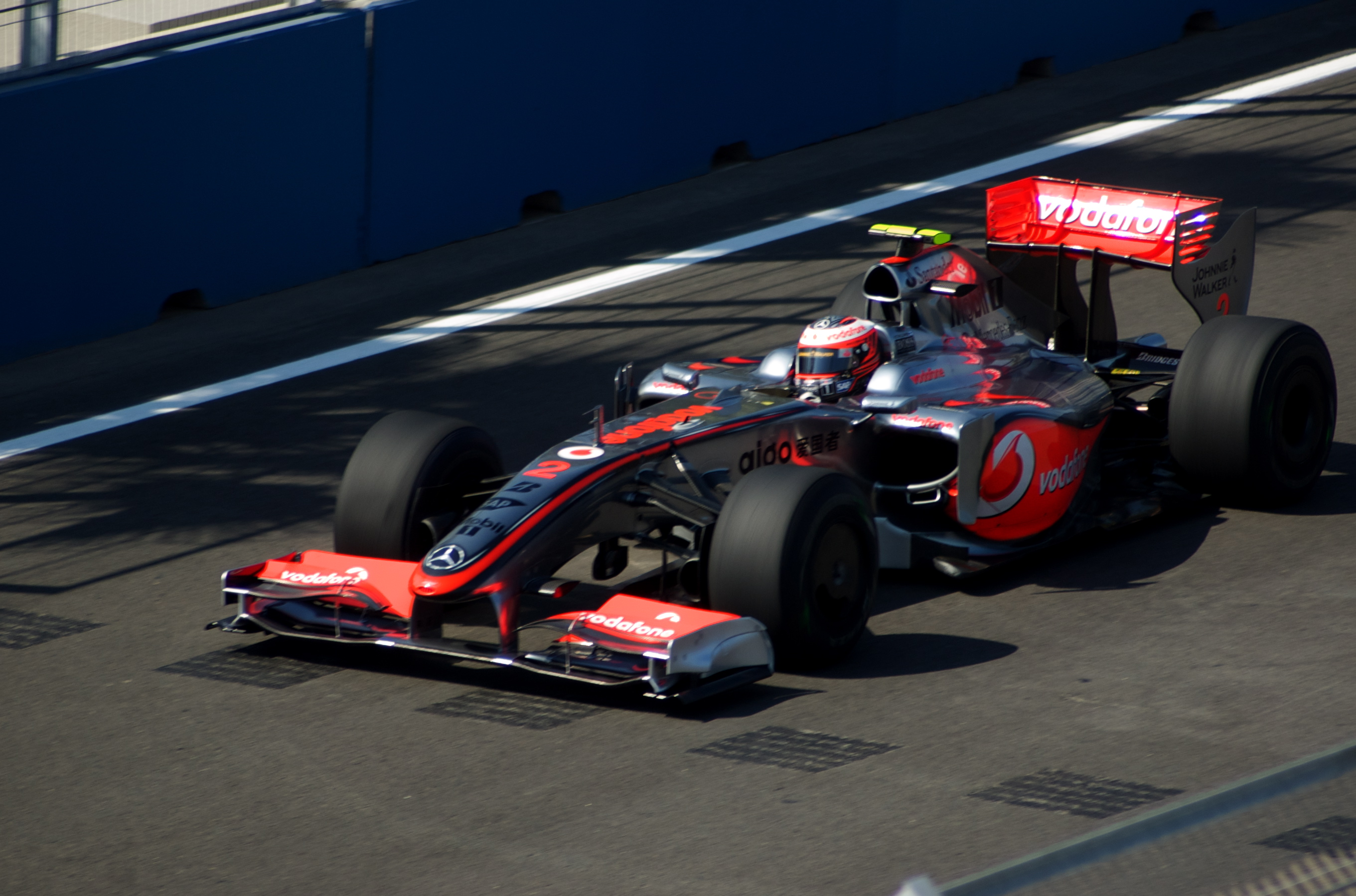
Ковалайнен за кермом McLaren MP4-24 на Гран-прі Європи 2009 року.

Сезон 2009 року McLaren розпочали доволі невдало. І Ковалайнен, і Гамільтон не змогли потрапити в першу десятку в кваліфікаціях перших двох гонок.
На Гран-прі Австралії Ковалайнен зійшов через зіткнення з Марком Веббером у першому повороті, а в Малайзії він вилетів на першому колі, борючись за позиції з Гамільтоном і Массою. У Китаї він набрав свої перші очки в сезоні, фінішувавши п'ятим. В McLaren поступово розвивали машину, що дозволило Ковалайнену заробити очки в шести гонках поспіль. Ковалайнен фінішував восьмим у Німеччині, п’ятим в Угорщині, та четвертим на Гран-прі Європи, що стало найкращим результатом в сезоні. За цим послідували два шості місця в Спа та Монці та сьоме в Сінгапурі. Ковалайнен завершив сезон на 12-му місці в загальному заліку, набравши загалом 22 очки. 18 листопада було оголошено, що нещодавно коронований чемпіон світу Дженсон Баттон підписав багаторічну угоду з McLaren та став новим напарником Льюїса Гамільтона, залишивши Ковалайнена без гарантованого місця у Формулі-1 на 2010 рік.

### Lotus (2010–2011)

#### 2010
14 грудня 2009 року було оголошено, що Ковалайнен виступатиме за новостворену команду Lotus Racing у 2010 році разом із Ярно Труллі. Автомобіль  під час передсезонних тестів помітно поступався конкурентам через брак притискної сили, спричинений консервативним підходом до початкового дизайну. 14 березня 2010 року команда провела свою дебютну гонку на Гран-прі Бахрейну. Ковалайнен фінішував на п’ятнадцятому місці, відставши на два кола від переможця Фернандо Алонсо.

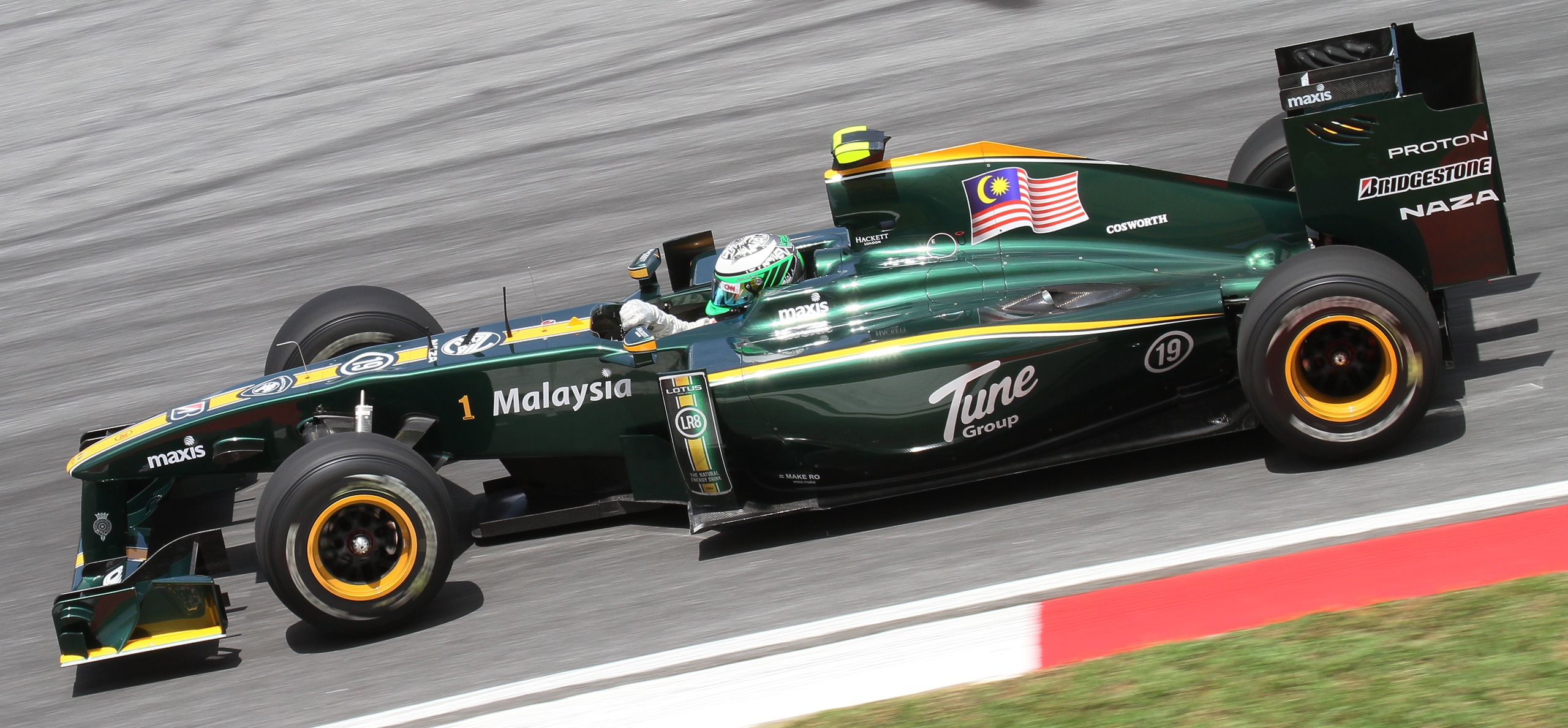
Ковалайнен за кермом Lotus T127 на Гран-прі Малайзії 2010 року.

В Австралії Труллі не зміг стартувати у гонці через проблеми з гідравлікою, а Ковалайнен фінішував 13-м, знову відставши на два кола від лідера. У Малайзії Ковалайнен кваліфікувався 15-им, що стало його найкращим результатом в сезоні. Він фінішував в гонці після тривалого піт-стопу через проблеми з гідравлікою, але не був класифікований через відставання в 10 кіл. Гран прі Китаю Ковалайнен завершив чотирнадцятим, тоді як на Гран-прі Іспанії він не зміг стартувати через проблеми з коробкою передач. В Монако Ковалайнен зійшов через проблеми з керованістю. В Туреччині команда продемонструвала нове заднє крило, але обидва пілоти не змогли завершити гонку через проблеми з гідравлічною системою. Ковалайнен фінішував 16-м у Канаді, знову відставши на два кола від лідера.
У Валенсії на 9-му колі Red Bull Марка Веббера врізався в Lotus Ковалайнена і перелетів його, після чого приземлився та врізався в бар’єр. Ковалайнен зумів повернутися до боксів, щоб завершити гонку достроково. В Сільверстоуні Ковалайнен фінішував одразу позаду напарника 17-м. Гонка в Німеччині завершилася для фіна достроково через пошкодження, спричинені зіткненням із Педро де ла Росою з Sauber. В Угорщині він фінішував 14-м, в Бельгії — 16-м, а в Італії — 18-м. Гран-прі Сінгапуру завершилось для Ковалайнена достроково після того, як його автомобіль загорівся на останніх колах гонки. Він вирішив не заїжджати на піт-лейн, а зупинився на узбіччі траси, після чого самотужки загасив полум'я. В Японії Ковалайнен фінішував 12-м, що стало найкращим результатом команди в сезоні. Гран-прі Кореї він завершив 13-м, Гран-прі Бразилії — 18-м, а фінальний Гран-прі Абу-Дабі — 17-м. Ковалайнен завершив сезон на 20-му місці в особистому заліку, вперше не набравши жодного очка за сезон.

#### 2011

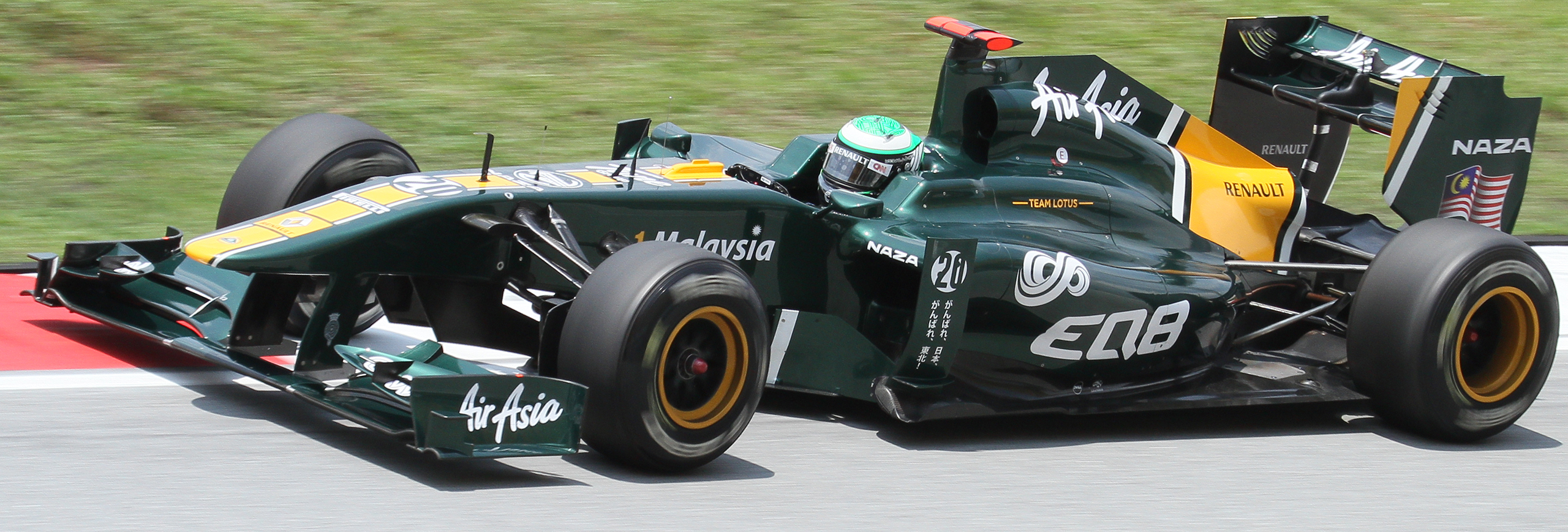
Ковалайнен за кермом Lotus T128 на Гран-прі Малайзії 2011 року.

Ковалайнен разом із напарником Ярно Труллі залишилися з Lotus на сезон 2011 року. На Гран-прі Австралії, він кваліфікувся 19-им попереду свого напарника, незважаючи на проблеми з DRS на його боліді. Гонка завершилася для фіна достроково через витік води, що було типовою проблемою команди на передсезонних тестах. На наступному Гран-прі Малайзії Ковалайнену не вистачило всього пів секунди до потрапляння в другий сегмент кваліфікації. В гонці фін зміг триматися в темпі Хайме Альгесуарі з Toro Rosso та фінішував одразу позаду нього на 15-му місці. На Гран-прі Китаю Ковалайнен зміг поборотися з командами-середняками та фінішував на 16-му місці попереду Пастора Мальдонадо з Williams та Серхіо Переса з Sauber.
На перших колах Гран-прі Туреччини фін зміг прорватись на 15-е місце, обігнавши Себастьєна Буемі, Камуї Кобаясі та Хайме Альгесуарі, але проблеми з гідравлікою відкинули його на 19-е місце на фініші. На Гран-прі Іспанії Ковалайнен зміг вперше в сезоні потрапити до другого сегменту кваліфікації. Він стартував з 15-го місця, але на 48-му колі не впорався з керуванням та влетів у відбійник. На старті Гран-прі Монако Ковалайнен програв боротьбу Альгесуарі та напарнику Ярно Труллі, в підсумку фінішувавши 14-м. В Канаді він вперше за сезон поступився Труллі в кваліфікації. В гонці він зміг випередити напарника після піт-стопів, але згодом зійшов з гонки через проблеми з карданним валом.
На Гран-прі Європи Ковалайнен знову кваліфікувався попереду напарника та випередив його в гонці майже на пів хвилини, фінішувавши 19-им. На Гран-прі Великої Британії фін зміг знову пробитися до другого сегменту кваліфікації, випередивши обох пілотів Toro Rosso, але гонка закінчилася для нього майже на самому початку через проблеми з електрикою. На Гран-прі Німеччини Ковалайнен випередив в кваліфікації нового напарника Каруна Чандгока майже на секунду та провів відносно самотню гонку, фінішувавши 16-им. На Гран-прі Угорщини на місце напарника Ковалайнена повернувся Труллі. В гонці Ковалайнен зміг поборотися в середині пелотона, але був змушений закінчити гонку достроково на 55 колі через витік води.

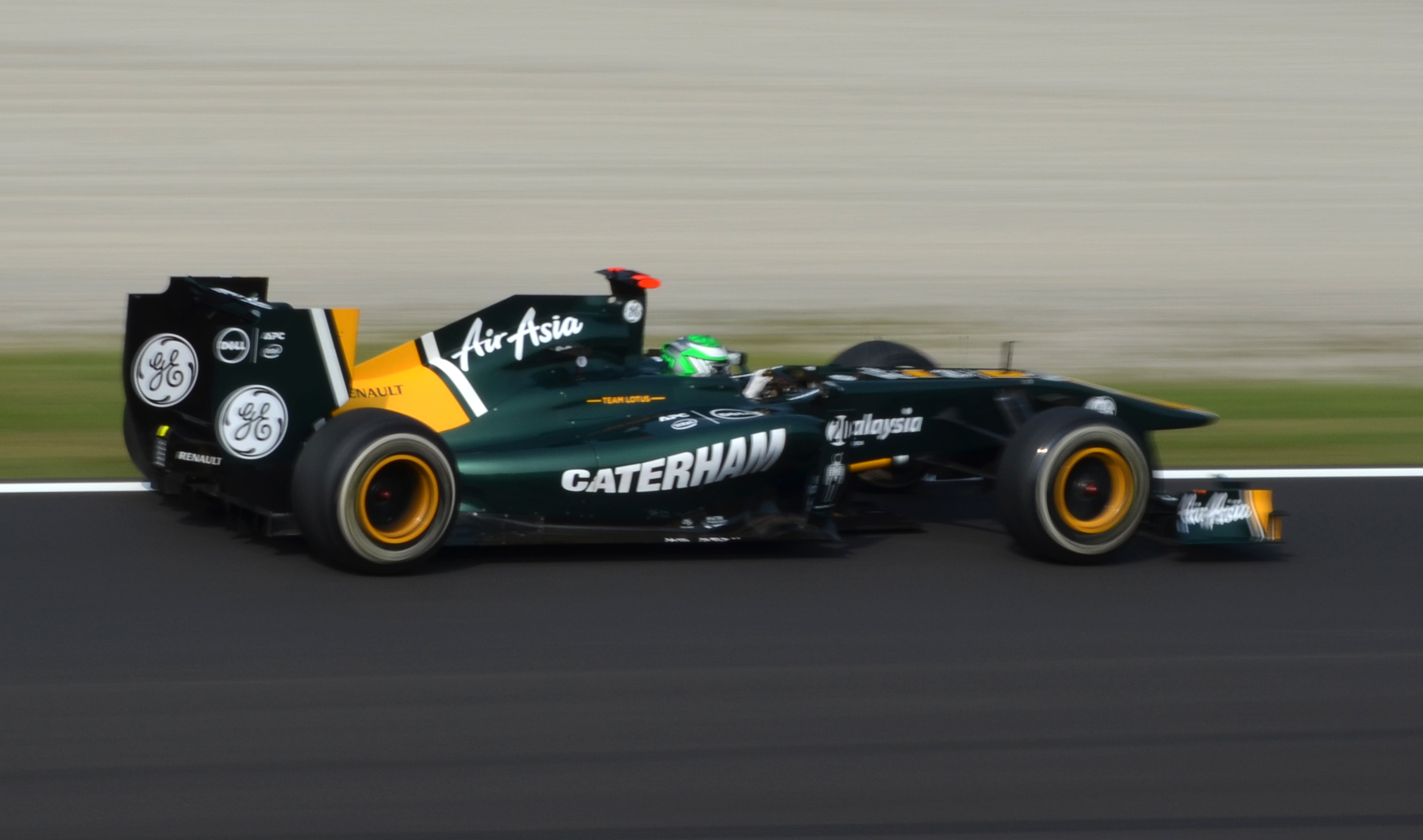
Ковалайнен за кермом T128 на Гран-прі Італії 2011 року.

В Бельгії Ковалайнен втретє за сезон потрапив в другий сегмент кваліфікації, заробивши 16-те місце на старті. На початку гонки він зіштовхнувся з напарником Труллі та був змушений заїхати на піт-стоп для заміни переднього крила. Він зміг наздогнати та обійти Вітантоніо Ліуцці та Жерома Д'Амброзіо, дякуючи автомобілю безпеки, та фінішувати 15-м, стримавши позаду Рубенса Баррікелло з Williams. На Гран-прі Італії Ковалайнен вдруге за сезон поступився напарнику в кваліфікації, але в гонці зміг продемонструвати свій найкращий результат в сезоні, фінішувавши 13-м. В Сінгапурі фін обігнав Віталія Петрова з Renault під час перших піт-стопів та зміг стримати його позаду до кінця гонки, фінішувавши 16-м. В Японії Ковалайнен зміг випередити на старті чотирьох пілотів, але в підсумку фінішував лише 18-м.
На Гран-прі Кореї фін обігнав обох пілотів Sauber, коли ті заїхали на пізні піт-стопи, та майже наздогнав Бруно Сенну з Renault, фінішувавши 14-м з відставанням в 1,9 секунд від бразильця. На Гран-прі Індії Ковалайнен піднявся до 10-го місця перед своїм першим піт-стопом та фінішував 14-м. Після гонки він поскаржився, що пілоти HRT, які відставали від нього на коло, не пропустили його відразу та коштували йому багато часу. На Гран-прі Абу-Дабі він стартував та фінішував 17-им, випередивши напарника на більш ніж хвилину. Фінальний Гран-прі Бразилії Ковалайнен завершив на 16-му місці, випередивши Бруно Сенну з Renault.
Він закінчив сезон на 22-му місці в загальному заліку, не набравши жодного очка. Протягом сезону Ковалайнен перевершив своїх товаришів по команді Ярно Труллі та Каруна Чандгока в 17 з 19 кваліфікацій. Керівник команди Lotus Тоні Фернандес заявив, що він задоволений результатами Ковалайнена протягом сезону і не відпустить фіна в іншу команду.

### Caterham (2012–2013)

#### 2012

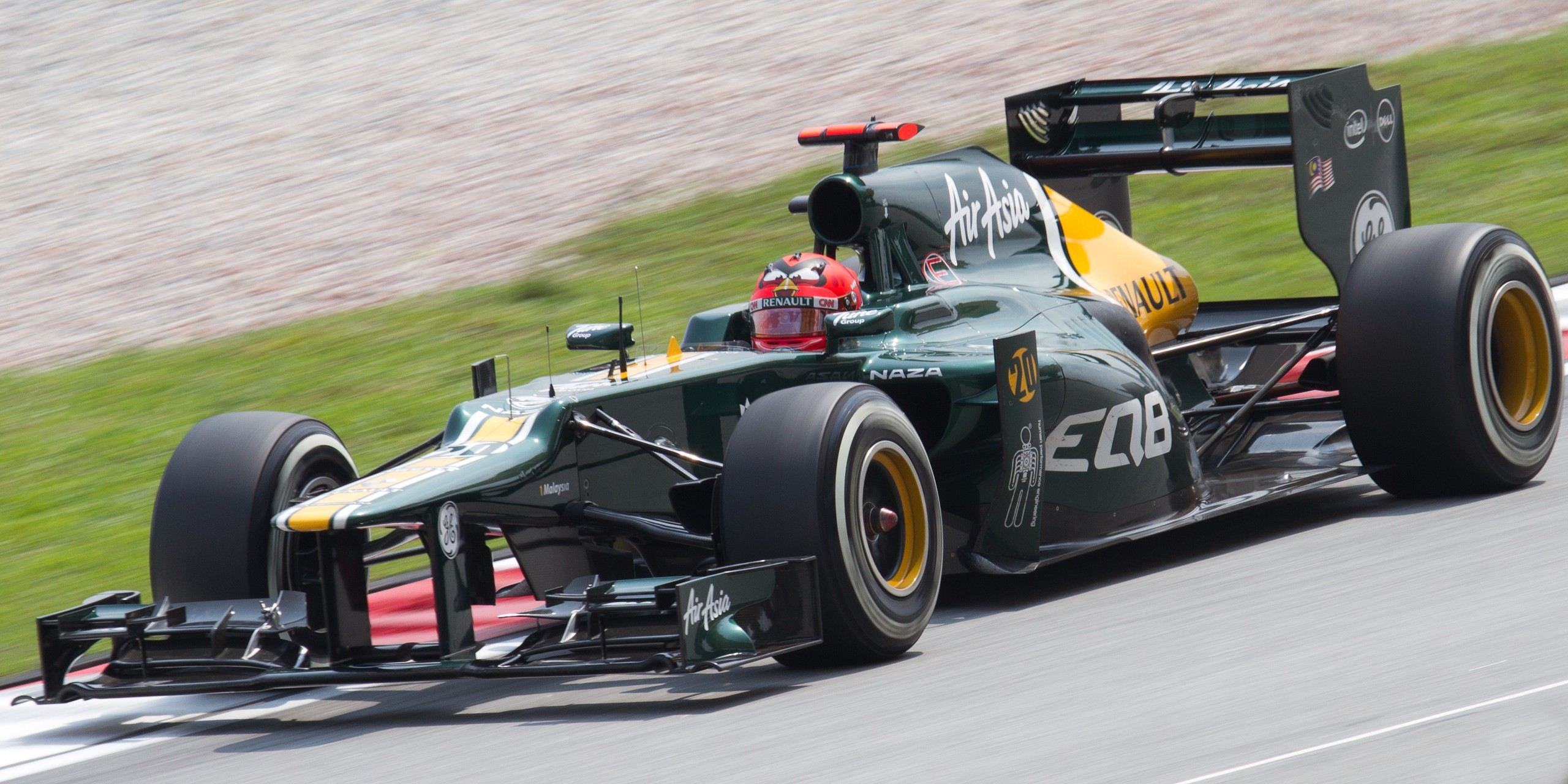
Ковалайнен за кермом Caterham CT01 на Гран-прі Малайзії 2012 року.

На сезон 2012 року Ковалайнен залишився в команді, а його новим напарником став Віталій Петров. На цей сезон команда була перейменована на Caterham, а назву Lotus повністю перейняла колишня команда Renault. На Гран-прі Австралії Ковалайнен кваліфікувався 19-м, випередивши свого нового напарника, але не зміг фінішувати в гонці через проблеми з підвіскою. Це стало єдиним сходом фіна в сезоні. На наступному Гран-прі Малайзії, яке проходило в дощових умовах,  Ковалайнен припустився помилки та був змушений заїхати на піт-стоп для заміни переднього крила. Це відкинуло його на декілька позицій назад і він фінішував 18-м.
В Китаї Ковалайнен зміг прорватись на 16-ту позицію на страті, але був змушений зробити додатковий третій піт-стоп через проблеми з задньою правою шиною, що відкинуло його назад і він фінішував лише 23-м. На Бахрейні він зумів, вперше в сезоні, пройти до другого сегменту кваліфікації та фінішував 17-м в гонці. На старті Гран-прі Іспанії Ковалайнен зміг обійти Бруно Сенну з Williams, але темпу Caterham все ще не вистачало для боротьби з командами з середини пелотону, тож він фінішував лише 16-м. В Монако він був близьким до проходу в другий сегмент кваліфікації та продемонстрував в гонці свій найкращий результат в сезоні, фінішувавши 13-м.

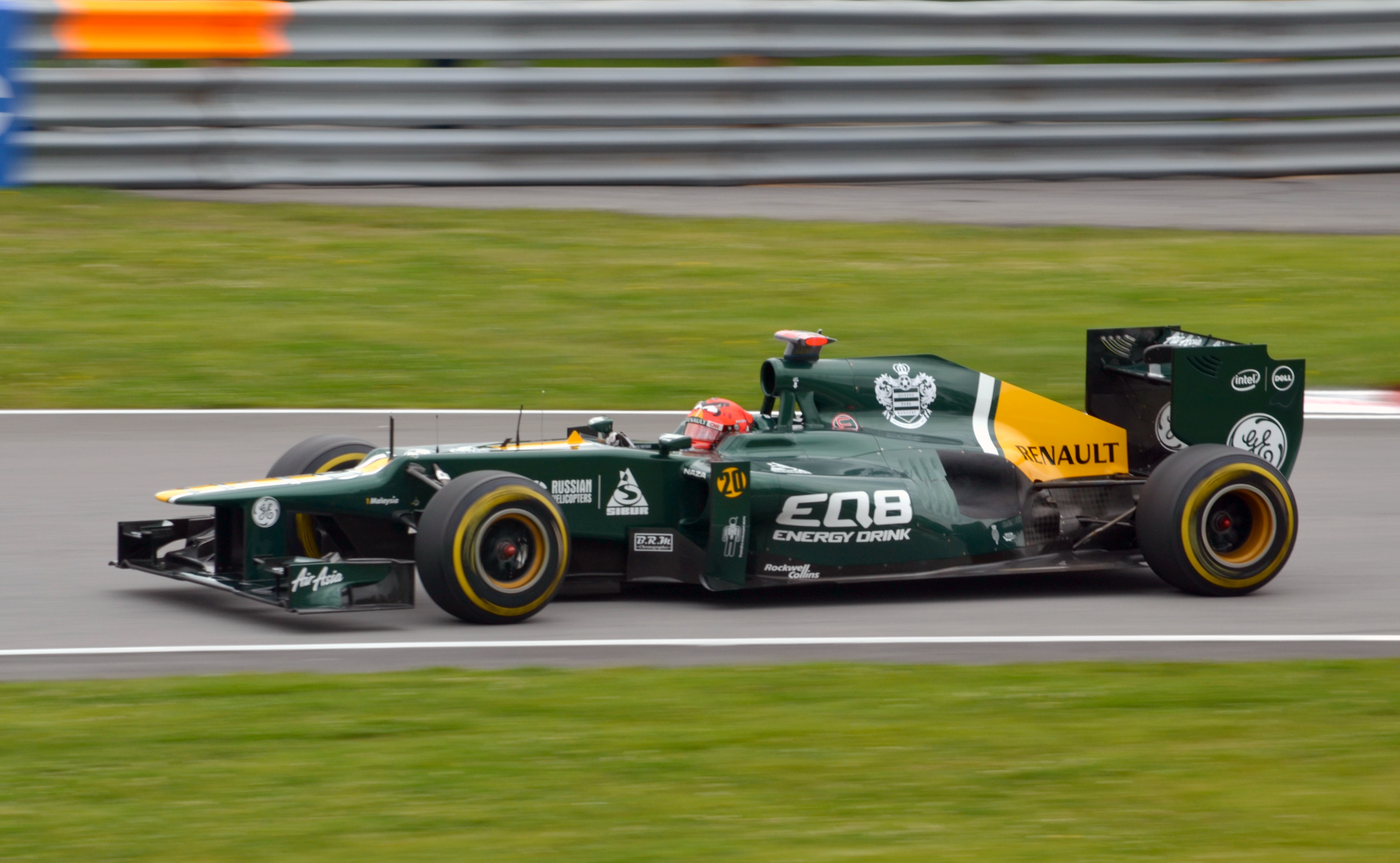
Ковалайнен за кермом CT01 на Гран-прі Канади 2012 року.

В Канаді Ковалайнен кваліфікувався 18-м попереду свого напарника та фінішував в гонці на цій же позиції. На Гран-прі Європи він пробився в другий сегмент кваліфікації, вдруге за сезон, та фінішував в гонці 14-м позаду напарника. В Сільверстоуні Ковалайнен провів порівняно самотню гонку після інциденту на старті та фінішував на 17-й позиції. На Гран-прі Німеччини він фінішував 19-м, що стало другим найгіршим результатом в сезоні після Китаю. На Гран-прі Угорщини Ковалайнен пробився на 16-у позицію на першому колі гонки та фінішував 17-м. В Спа Ковалайнен фінішував 17-м після двох розворотів та зіткнення на піт-лейні з Нараїном Картікеяном з HRT. В Італії він фінішував 14-м, випередивши свого напарника всього на декілька десятих секунди.
На Гран-прі Сінгапуру він кваліфікувався 20-м, поступившись своєму напарнику, та фінішував на 15-й позиції. На Гран-прі Японії Ковалайнен після режиму автомобіля безпеки зміг обійти Тімо Глока з Marussia. Він впевнено тримався на 11-й позиції до першого піт-стопу. Команда сподівалася, що однієї зупинки буде достатньо, але через зношення гуми йому довелось заїхати на другий піт-стоп за 10 кіл до завершення гонки і він в підсумку фінішував 15-м. На Гран-прі Кореї Ковалайнену на страті вдалося обійти напарника, але в підсумку він фінішував позаду Петрова 17-м. В Індії Ковалайнену на початку вдалося прорватись на 17-у позицію гонки та триматися на хвості Камуї Кобаясі з Sauber. Пізніше в гонці в нього виникли проблеми з KERS і йому довелось пропустити напарника уперед. Він так і фінішував позаду нього 18-м.
В Абу-Дабі Ковалайнен тримався на 12-ій позиції на початковому відрізку гонки, але на його боліді знову виникли проблеми з KERS і в підсумку він фінішував 13-м, повторивши свій найкращий результат сезону. На Гран-прі США під час атаки Ковалайнена на Тімо Глока відбувся невеликий контакт, через що пілот Marussia був змушений виїхати за межі траси. Ковалайнен фінішував попереду Глока 18-м, а стюарди визнали зіткнення між пілотами гоночним інцидентом. На фінальному Гран-прі Бразилії в Ковалайнена  виникла затримка під час другого піт-стопа через заднє праве колесо, що відкинуло його з боротьби за вищі позиції і він фінішував 14-м. Сезон для Ковалайнена, як і минулого року, закінчився на 22-му місці в загальному заліку.

#### 2013

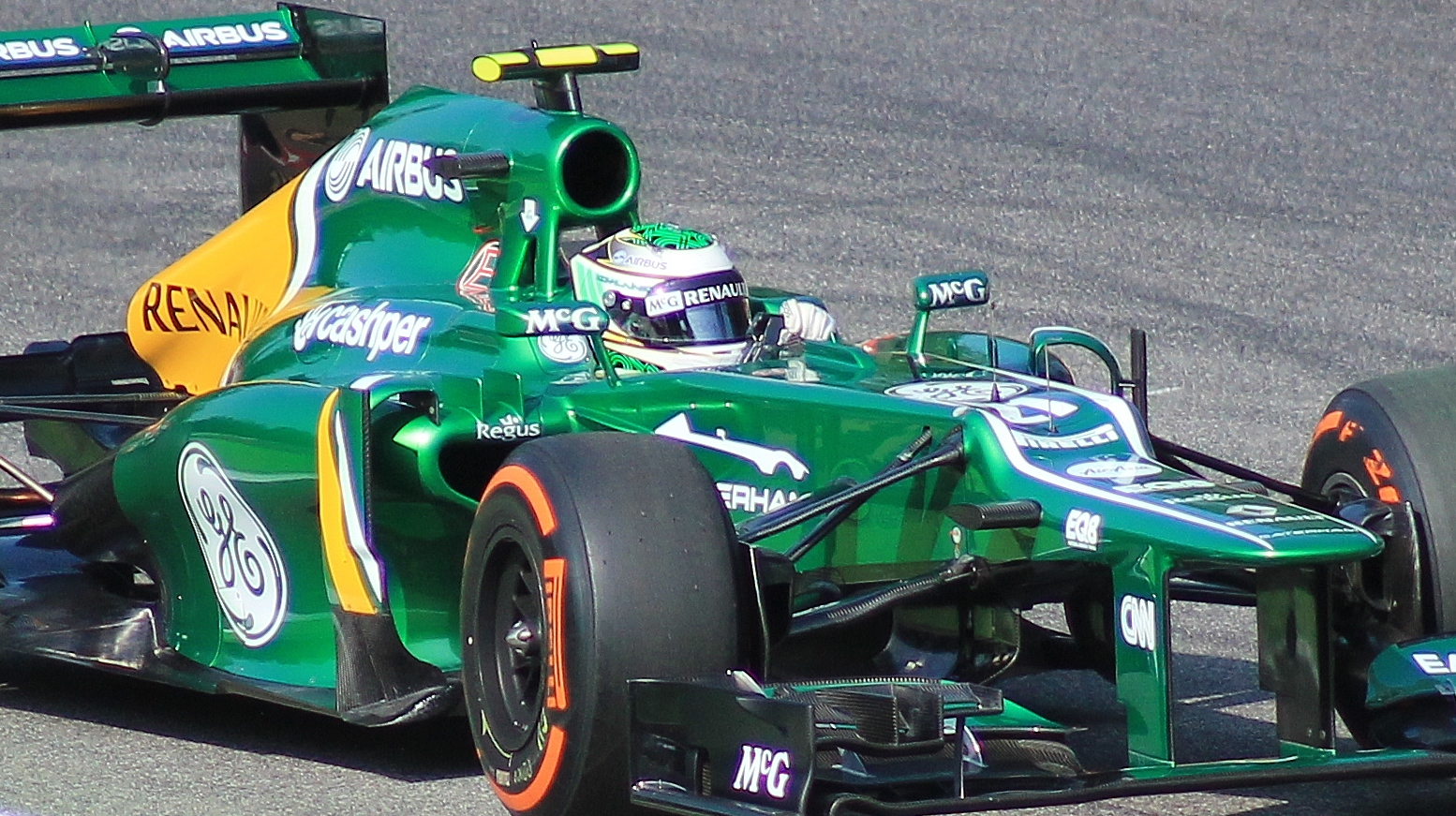
Ковалайнен за кермом Caterham CT03 під час практики на Гран-прі Італії 2013 року.

На сезон 2013 року Caterham відмовились від Ковалайнена і Петрова на користь Шарля Піка і Гідо ван дер Гарде. Ковалайнен залишився в хороших стосунках з командою, відвідавши Гран-прі Малайзії як особистий гість Тоні Фернандеса. Напередодні Гран-прі Бахрейну команда оголосила, що повторно підписала Ковалайнена на роль одного зі своїх резервних пілотів, замінивши Ма Цінхуа. Він брав участь у вільних практиках на Гран-прі Бахрейну, Іспанії, Бельгії, Італії, Японії та Абу-Дабі.

### Lotus (2013)
14 листопада 2013 року команда Lotus підтвердила, що Ковалайнен замінить Кімі Ряйкконена, який проходив операцію на спині. Його повернення на Гран-прі США видалось невдалим через провалений старт та додатковий піт-стоп після проблем з переднім крилом. Пізніше в гонці в нього виникли проблеми також з KERS і він в підсумку фінішував 15-м, але піднявся на одну сходинку вище після штрафу Жана-Еріка Верня з Toro Rosso. В Бразилії Ковалайнен кваліфікувався 11-м, але знову провалив старт та фінішував лише 14-м, не принісши жодних очок Lotus в обох гоках.

### Після Lotus
Він був пов'язаний з приєднанням до Mercedes як тест-пілот на 2014 рік та возз'єднанням зі своїм колишнім напарником по McLaren Льюїсом Гамільтоном, однак це ніколи не було підтверджено. У серпні він провів тести з командою BMW Motorsport DTM за кермом BMW M4 DTM.
У серпні 2020 року Формула-1 у партнерстві з Amazon Web Services (AWS) та з використанням машинного навчання визнала Ковалайнена 8-м найшвидшим пілотом Формули-1 у кваліфікаціях з 1983 по 2020 рік. Це було визначено за допомогою використання алгоритму, що визначав продуктивність кожного пілота порівняно з його товаришами по команді у кваліфікаційних сесіях Формули-1.

## Гонка чемпіонів

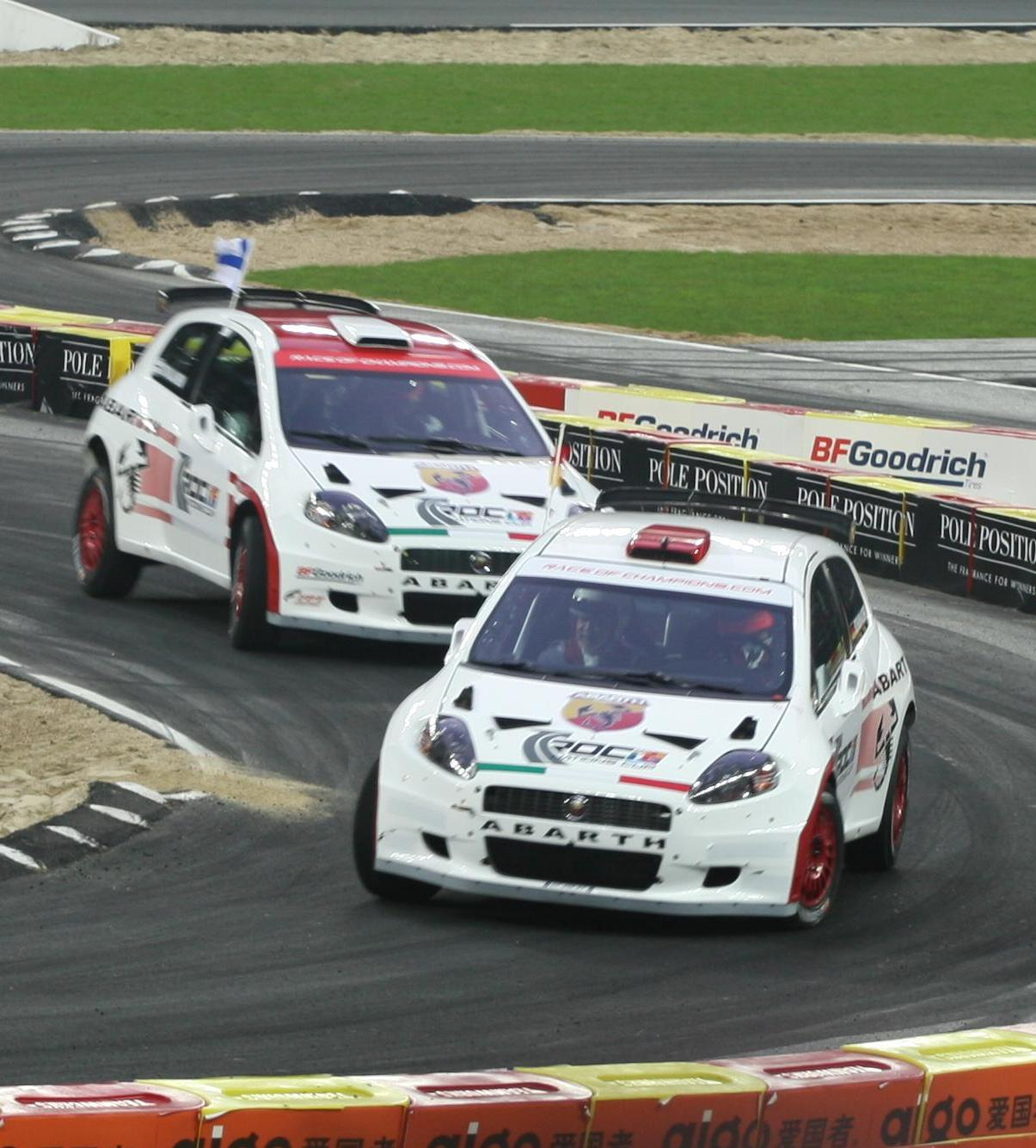
Ковалайнен позаду Міхаеля Шумахера під час Гонки чемпіонів 2007 року.

Ковалайнен брав участь у Гонці Чемпіонів 2004 року на Стад де Франс у Парижі. У перших двох раундах він переміг пілотів Формули-1 Девіда Култгарда та Жана Алезі, а згодом у півфіналі зірку Формули-1 Міхаеля Шумахера на Ferrari 360 Modena. У фіналі, де використовувались Ferrari та Peugeot 307 WRC, Ковалайнен переміг чемпіона світу з ралі Себастьяна Льоба. Хоча Ковалайнен ніколи раніше навіть не сідав у ралійну машину, щоб стати першим не-ралійним гонщиком, який виграв Меморіальний трофей Анрі Тойвонена та отримав звання «Чемпіон чемпіонів». Він також брав участь у Кубку націй разом зі своїм співвітчизником Маркусом Ґренгольмом, але вони фінішували на другому місці після того, як Ferrari 360 Modena Ковалайнена зламалася у фіналі, програвши французькій команді Льоба та Алезі.
Він повернувся до Гонки чемпіонів у 2005 році, перемігши Бернда Шнайдера та Феліпе Массу, але поступився у півфіналі Тому Крістенсену. У 2006 році Ковалайнен виграв Кубок націй разом з Маркусом Ґренгольмом, але в індивідуальному заліку на стадії півфіналу його випередив Маттіас Екстрем лише на 0,0002 секунди. У 2007 році Ковалайнен і Ґренгольм знову дійшли до фіналу Кубка націй, де програли німецькій команді Міхаеля Шумахера і Себастьяна Феттеля. Ковалайнен переміг Феттеля в індивідуальній гонці, але потім розбився на фініші в наступному раунді проти Енді Пріо.
Ковалайнен повернувся на подію в 2010 році, але був вимушений знятись зі змагань після струсу мозку в аварії, що сталась під час гонки проти Себастьяна Льоба.

## Super GT
У 2015 році Ковалайнен переїхав до Японії, щоб взяти участь в чемпіонаті Super GT в класі GT500 з Lexus. У своєму першому сезоні Super GT він виступав в команді SARD за кермом Lexus RC F GT500 разом з Кохеї Хірате. Наступного року Ковалайнен і Хірате виграли чемпіонат Super GT. Вони прибули на завершальний подвійний етап сезону на Твін Рінг Мотегі четвертими в турнірній таблиці. В першому раунді на Мотегі вони кваліфікувалися на поул і лідирували в більшості гонки, але згодом опустилися на друге місце. Другий раунд на Мотегі вони також розпочали з поул-позиції та здобули свою єдину перемогу в сезоні, що і принесло їм титул. Ця перемога в чемпіонаті для Ковалайнена стала першою після титулу в Світовій серії Nissan у 2004 році. Він продовжив участь в чемпіонатів з командою SARD, вже за кермом Lexus LC 500 та Toyota GR Supra, але найкращим результатом слало лише п'яте місце в чемпіонаті 2019 року. Після завершення сезону 2021 року Ковалайнен оголосив, що покидає чемпіонат.

## Ралі
Як і багато його співвітчизників, Ковалайнен зацікавився ралі, за його словами, це була «мрія дитинства». Перша спроба взяти участь у ралі була зроблена в 2009 році, коли він готувався до виступу в Арктичному ралі після того, як був звільнений від «обмежувального» контракту з McLaren у Формулі-1. Причому, як повідомлялося, Ковалайнен збирався виступити за кермом ралійного автомобіля Proton Satria Neo S2000 на Арктичному ралі 2010 року. Ці плани врешті-решт так і не були реаліховані, оскільки Ковалайнен «не мав часу, щоб серйозно підготуватися до раллі». Його ралійний дебют відбувся в Арктичному ралі п’ятьма роками пізніше, у 2015 році, де він фінішував третім у своєму класі.

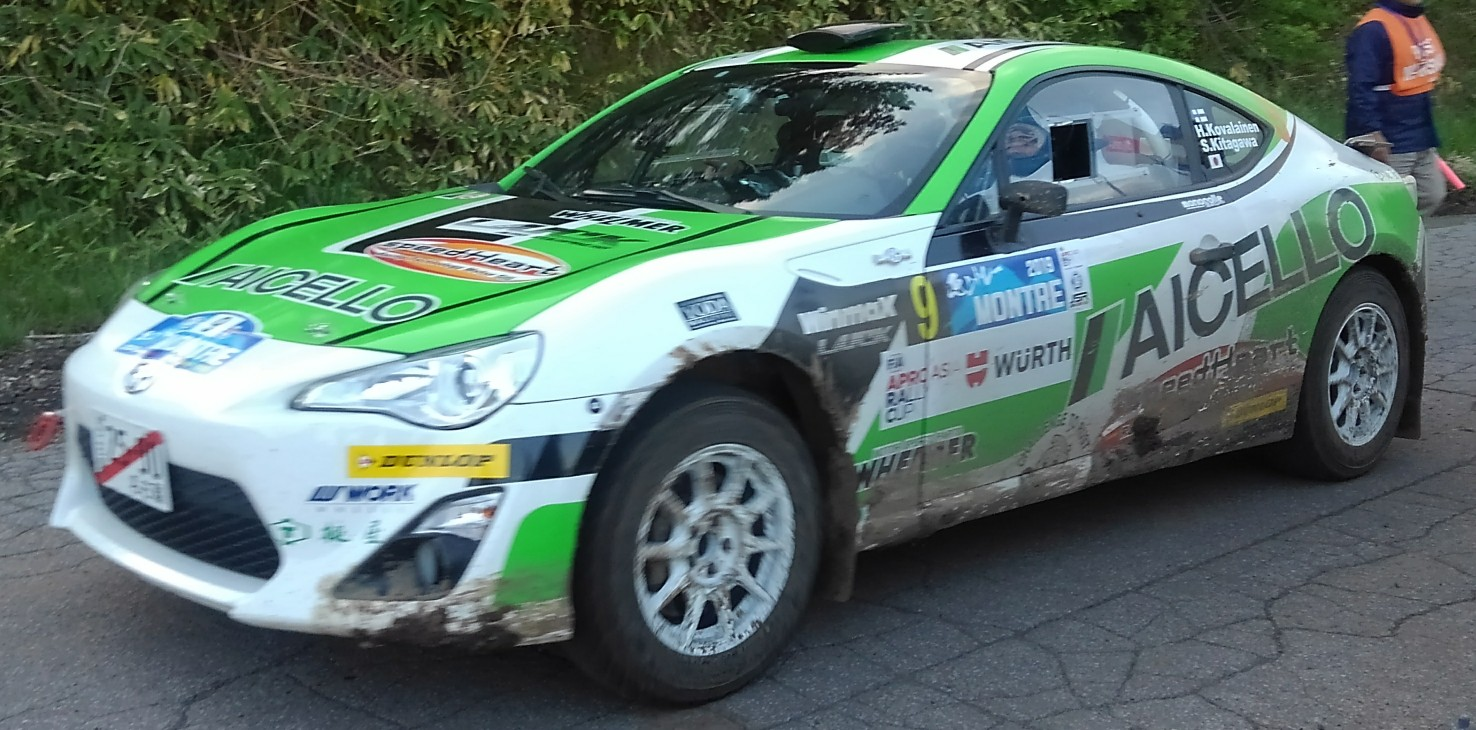
Ковалайнен за кемом Toyota GT86 CS-R3 в раунді Японськіої серії супер ралі.

Перша участь Ковалайнена на ралі в Японії відбулася в 2016 році, коли він виступив у чотирьох етапах Чемпіонату Японії з ралі разом зі штурманом Сае Кітаґавою на Toyota GT86 CS-R3 команди SARD. Ковалайнен зійшов на Ралі Хоккайдо, але фінішував другим у своєму класі на Ралі Шінсіро. Ковалайнен повернувся до серії на неповний сезон в 2018 році з тією ж машиною та штурманом, але тепер з командою AICELLO. Він також взяв участь в Японській серії супер ралі в 2019 році, з тією ж машиною та штурманом. Ковалайнен мав брати участь у чемпіонаті Японії з ралі у 2020 році, але початок пандемії COVID-19 зупинив ці плани. Того року він взяв участь лише в одному раунді Ралі Чюбу-Кінкі, де фінішував першим. У 2021 році він, нарешті, повноцінно приєднався до серії разом зі штурманом Кітаґавою в класі JN2. Ковалайнен домінував у чемпіонаті, здобувши перемогу в класі у всіх шести гонках і завоювавши чемпіонство за один раунд до кінця.
Після відходу з Super GT Ковалайнен повністю зосередився на Чемпіонаті Японії з ралі з командою AICELLO, тепер виступаючи за кермом Škoda Fabia R5 у класі JN1. Він здобув чемпіонський титул, здобувши перемогу в шести раундах з восьми. Цього року він також взяв участь в Ралі Японії, останньому раунді Чемпіонату світу з ралі, на автомобілі WRC2. Він фінішував четвертим в класі та десятим серед усіх учасників. У 2023 році Ковалайнен продовжив виступати в Чемпіонаті Японії з ралі разом із напарником Сае Кітаґавою та знову став чемпіоном, здобувши перемогу в п'яти раундах з восьми. Цього року він знову взяв участь у Ралі Японії, але не зміг фінішувати через проблеми з трансмісією.

## 24 години Ле-Мана
Ковалайнен мав взяти участь у 24 годинах Ле-Мана у 2021 році за кермом Porsche 911 RSR-19 №72 команди HubAuto Racing разом із іншим учасником Super GT Ніком Кессіді та гонщиком GT Дрісом Вантором. Але перенесення раунду на Судзузуці серії Super GT 2021 року, означало, що Ковалайнен і Кессіді врешті-решт не змогли бути присутніми в Ле-Мані. Їх замінили Альваро Паренте та Максим Мартін. Незважаючи на це, Ковалайнен заявив, що він все ще буде відкритий для перегонів у Ле-Мані, якщо виникне така можливість, хоча Чемпіонат Японії з ралі все ще залишався його пріоритетом.

## Extreme E
Ковалайнен дебютував в Extreme E в сезоні 2023 року за команду JBXE. Він виступав в партнерстві з Геддою Госос. Після двох турів чемпіонату його замінив Андреас Баккеруд.

## Особисте життя
У 2014 році Ковалайнен одружився зі своєю партнеркою Кетрін Гайд, з якою перебував у стосунках з 2002 року. Вони живуть у Коппе, Швейцарія. У червні 2023 року у них народився первісток – син.
У вільний час Ковалайнен грає на барабанах та займається гольфом.

## Результати виступів

### Загальна статистика
| Сезон | Серія                         | Команда                       | Перегони   | Перемоги   | Поули      | Н/к        | Подіуми    | Очки       | Місце      |
| ----- | ----------------------------- | ----------------------------- | ---------- | ---------- | ---------- | ---------- | ---------- | ---------- | ---------- |
| 2001  | Британська Формула-Рено       | Fortec Motorsport             | 13         | 2          | 2          | 3          | 5          | 243        | 4          |
| 2001  | Гран-прі Макао                | Fortec Motorsport             | 1          | 0          | 0          | 0          | 0          | Н/Д        | 8          |
| 2001  | Супер-прі Кореї               | Fortec Motorsport             | 1          | 0          | 0          | 0          | 0          | Н/Д        | 25         |
| 2002  | Британська Формула-3          | Fortec Motorsport             | 26         | 5          | 2          | 3          | 12         | 257        | 3          |
| 2002  | Гран-прі Макао                | Fortec Motorsport             | 1          | 0          | 0          | 0          | 1          | Н/Д        | 2          |
| 2002  | Супер-прі Кореї               | Fortec Motorsport             | 1          | 0          | 0          | 0          | 0          | Н/Д        | 14         |
| 2002  | Masters of Formula 3          | Fortec Motorsport             | 1          | 0          | 0          | 0          | 0          | Н/Д        | 4          |
| 2003  | Світова Серія Nissan          | Gabord Competición            | 18         | 1          | 3          | 1          | 4          | 134        | 2          |
| 2004  | Світова Серія Nissan          | Pons Racing                   | 18         | 6          | 10         | 8          | 11         | 176        | 1          |
| 2004  | Формула-1                     | Mild Seven Renault F1 Team    | Тест-пілот | Тест-пілот | Тест-пілот | Тест-пілот | Тест-пілот | Тест-пілот | Тест-пілот |
| 2005  | GP2                           | Arden International           | 23         | 5          | 2          | 1          | 12         | 105        | 2          |
| 2005  | Формула-1                     | Mild Seven Renault F1 Team    | Тест-пілот | Тест-пілот | Тест-пілот | Тест-пілот | Тест-пілот | Тест-пілот | Тест-пілот |
| 2006  | Формула-1                     | Mild Seven Renault F1 Team    | Тест-пілот | Тест-пілот | Тест-пілот | Тест-пілот | Тест-пілот | Тест-пілот | Тест-пілот |
| 2006  | Формула-1                     | Team McLaren Mercedes         | Тест-пілот | Тест-пілот | Тест-пілот | Тест-пілот | Тест-пілот | Тест-пілот | Тест-пілот |
| 2007  | Формула-1                     | ING Renault F1 Team           | 17         | 0          | 0          | 0          | 1          | 30         | 7          |
| 2008  | Формула-1                     | Vodafone McLaren Mercedes     | 18         | 1          | 1          | 2          | 3          | 53         | 7          |
| 2009  | Формула-1                     | Vodafone McLaren Mercedes     | 17         | 0          | 0          | 0          | 0          | 22         | 12         |
| 2010  | Формула-1                     | Lotus Racing                  | 19         | 0          | 0          | 0          | 0          | 0          | 20         |
| 2011  | Формула-1                     | Team Lotus                    | 19         | 0          | 0          | 0          | 0          | 0          | 22         |
| 2012  | Формула-1                     | Caterham F1 Team              | 20         | 0          | 0          | 0          | 0          | 0          | 22         |
| 2013  | Формула-1                     | Caterham F1 Team              | Тест-пілот | Тест-пілот | Тест-пілот | Тест-пілот | Тест-пілот | Тест-пілот | Тест-пілот |
| 2013  | Формула-1                     | Lotus F1 Team                 | 2          | 0          | 0          | 0          | 0          | 0          | 21         |
| 2014  | Deutsche Tourenwagen Masters  | BMW Motorsport                | Тест-пілот | Тест-пілот | Тест-пілот | Тест-пілот | Тест-пілот | Тест-пілот | Тест-пілот |
| 2015  | Super GT - GT500              | Lexus Team SARD               | 8          | 0          | 0          | 0          | 0          | 23         | 13         |
| 2016  | Super GT - GT500              | Lexus Team SARD               | 8          | 1          | 2          | 0          | 4          | 82         | 1          |
| 2017  | Super GT - GT500              | Lexus Team SARD               | 8          | 1          | 0          | 0          | 2          | 44         | 8          |
| 2018  | Super GT - GT500              | Lexus Team SARD               | 8          | 1          | 0          | 0          | 2          | 42         | 9          |
| 2019  | Super GT - GT500              | Lexus Team SARD               | 8          | 1          | 0          | 0          | 1          | 44         | 5          |
| 2019  | Intercontinental GT Challenge | HubAuto Corsa                 | 1          | 0          | 0          | 0          | 0          | 0          | НКЛ        |
| 2020  | Super GT - GT500              | Toyota Gazoo Racing Team SARD | 6          | 1          | 0          | 0          | 1          | 31         | 11         |
| 2021  | Super GT - GT500              | Toyota Gazoo Racing Team SARD | 8          | 0          | 0          | 0          | 0          | 34         | 13         |
| 2022  | Чемпіонат світу з ралі        | Heikki Kovalainen             | 1          | 0          | Н/Д        | Н/Д        | 0          | 1          | 37         |
| 2023  | Extreme E                     | JBXE                          | 2          | 0          | Н/Д        | Н/Д        | 0          | 5          | 19         |
| 2023  | Чемпіонат світу з ралі        | Heikki Kovalainen             | 1          | 0          | Н/Д        | Н/Д        | 0          | 0          | НКЛ        |

### Формула-1
| Рік  | Команда                   | Шасі           | Двигун                   | 1        | 2        | 3       | 4        | 5        | 6        | 7        | 8        | 9        | 10     | 11       | 12       | 13      | 14     | 15       | 16       | 17       | 18     | 19     | 20     | Місце | Очки |
| ---- | ------------------------- | -------------- | ------------------------ | -------- | -------- | ------- | -------- | -------- | -------- | -------- | -------- | -------- | ------ | -------- | -------- | ------- | ------ | -------- | -------- | -------- | ------ | ------ | ------ | ----- | ---- |
| 2007 | ING Renault F1 Team       | Renault R27    | Renault RS27 2.4 V8      | АВС 10   | МАЛ 8    | БАХ 9   | ІСП 7    | МОН 13†  | КАН 4    | США 5    | ФРА 15   | ВЕЛ 7    | ЄВР 8  | УГО 8    | ТУР 6    | ІТА 7   | БЕЛ 8  | ЯПО 2    | КИТ 9    | БРА Схід |        |        |        | 7     | 30   |
| 2008 | Vodafone McLaren Mercedes | McLaren MP4-23 | Mercedes FO 108V 2.4 V8  | АВС 5    | МАЛ 3    | БАХ 5   | ІСП Схід | ТУР 12   | МОН 8    | КАН 9    | ФРА 4    | ВЕЛ 5    | НІМ 5  | УГО 1    | ЄВР 4    | БЕЛ 10† | ІТА 2  | СІН 10   | ЯПО Схід | КИТ Схід | БРА 7  |        |        | 7     | 53   |
| 2009 | Vodafone McLaren Mercedes | McLaren MP4-24 | Mercedes FO 108W 2.4 V8  | АВС Схід | МАЛ Схід | КИТ 5   | БАХ 12   | ІСП Схід | МОН Схід | ТУР 14   | ВЕЛ Схід | НІМ 8    | УГО 5  | ЄВР 4    | БЕЛ 6    | ІТА 6   | СІН 7  | ЯПО 11   | БРА 12   | АБУ 11   |        |        |        | 12    | 22   |
| 2010 | Lotus Racing              | Lotus T127     | Cosworth CA2010 2.4 V8   | БАХ 15   | АВС 13   | МАЛ НКЛ | КИТ 14   | ІСП НС   | МОН Схід | ТУР Схід | КАН 16   | ЄВР Схід | ВЕЛ 17 | НІМ Схід | УГО 14   | БЕЛ 16  | ІТА 18 | СІН 16†  | ЯПО 12   | КОР 13   | БРА 18 | АБУ 17 |        | 20    | 0    |
| 2011 | Team Lotus                | Lotus T128     | Renault RS27-2011 2.4 V8 | АВС Схід | МАЛ 15   | КИТ 16  | ТУР 19   | ІСП Схід | МОН 14   | КАН Схід | ЄВР 19   | ВЕЛ Схід | НІМ 16 | УГО Схід | БЕЛ 15   | ІТА 13  | СІН 16 | ЯПО 18   | КОР 14   | ІНД 14   | АБУ 17 | БРА 16 |        | 22    | 0    |
| 2012 | Caterham F1 Team          | Caterham CT01  | Renault RS27-2012 2.4 V8 | АВС Схід | МАЛ 18   | КИТ 23  | БАХ 17   | ІСП 16   | МОН 13   | КАН 18   | ЄВР 14   | ВЕЛ 17   | НІМ 19 | УГО 17   | БЕЛ 17   | ІТА 14  | СІН 15 | ЯПО 15   | КОР 17   | ІНД 18   | АБУ 13 | США 18 | БРА 14 | 22    | 0    |
| 2013 | Caterham F1 Team          | Caterham CT03  | Renault RS27-2013 2.4 V8 | АВС      | МАЛ      | КИТ     | БАХ Тест | ІСП Тест | МОН      | КАН      | ВЕЛ      | НІМ      | УГО    | БЕЛ Тест | ІТА Тест | СІН     | КОР    | ЯПО Тест | ІНД      | АБУ Тест |        |        |        | 21    | 0    |
| 2013 | Lotus F1 Team             | Lotus E21      | Renault RS27-2013 2.4 V8 |          |          |         |          |          |          |          |          |          |        |          |          |         |        |          |          |          | США 14 | БРА 14 |        | 21    | 0    |

† Не фінішував на Гран-прі, але був класифікований, оскільки подолав понад 90 % дистанції.